# Свет во тьме (Легенда о Корре)
«Свет во тьме» (англ. Light in the Dark) — четырнадцатый эпизод второго сезона американского мультсериала «Легенда о Корре».

## Сюжет
Тёмный Аватар атакует Республиканский город. Корру, Мако и Болина исцеляют, и девушка говорит, что Рааву убили. Под шумок из тюрьмы сбегает Варик со своей помощницей. Тензин ведёт Корру к Древу времени и предлагает ей помедитировать. Она садится в позу для медитации и вспоминает слова Раавы, что свет и тьма не могут существовать друг без друга. Дух Корры отделяется от тела и становится голубым гигантом. Она прибывает в Республиканский город и противостоит Ваату, ища в нём Рааву, но злодей доминирует. Тем временем друзья Корры защищают её тело от злых духов. Тёмный Аватар собирается уничтожить дух Корры, а команде Аватара на помощь приходят Эска и Десна. Над морем Республиканского города появляется дух Джиноры и яркой вспышкой ослепляет Ваату. Корра видит в нём частицу Раавы и вытягивает её из него. Затем она усмиряет злого духа и испепеляет его. Дух Корры возвращается к своему телу, прогоняя зло, а Джинора приходит в себя на руках у Катары и Асами. Гармоничное сближение заканчивается, и к Корре возвращается дух Аватара, но связь с прошлыми воплощениями всё равно утрачена навсегда. Друзья прощаются с Эской и Десной, которые вернутся на север — они вовсе не опечалены судьбой отца, но беспокоятся о реакции их мамы. Корра решает не закрывать порталы, чтобы люди и духи жили вместе — Тензин поддерживает её. Вечером Мако признаётся Корре, что они расстались, и она отвечает, что вспомнила это, медитируя у Древа времени. На этот раз они действительно расстаются, целуясь и признаваясь друг другу в любви. На следующий день Корра произносит речь перед народом, объявляя об окончании гражданской войны. Тонрака официально назначают вождём племени Воды, и Корра сообщает о том, что не закрыла порталы.

## Отзывы

Динамика оценок IGN к эпизодам 2 сезона мультсериала

Макс Николсон из IGN поставил эпизоду оценку 9 из 10 и написал, что «финал Второй Книги „Легенды о Корре“ предоставил радикальные и захватывающие полчаса на телевидении, которые не только завершили всеобъемлющее повествование сезона, но и открыли мир „Аватара“ для новых грандиозных возможностей для будущих историй». Эмили Гендельсбергер из The A.V. Club дала серии оценку «B+» похвалила решение создателей, чтобы Корра и Мако расстались, ведь это «по-взрослому». Она отметила, что это «пример следующему поколению о том, как парам следует поступать, если они слишком много ссорятся!».
Майкл Маммано из Den of Geek поставил эпизоду 5 звёзд из 5 и был рад возвращению к отношениям Корры и Мако, ведь это «как бы, в тысячу раз интереснее, чем какая-либо интерлюдия с Асами». Главный редактор The Filtered Lens, Мэтт Доэрти, дал эпизоду оценку «A-» и посчитал, что «это был великий финал». Мордикай Кнод из Tor.com подчеркнул, что «Аватар может отправиться в космическое место и слиться со своим изначальным божественным духовным „я“», увидев, как это сделала Корра, и вспоминая, что нечто похожее делал Аанг.
Эпизоды «Тьма опускается» и «Свет во тьме», вышедшие в один день, собрали 2,09 миллиона зрителей у телеэкранов США.